# Nannacara anomala

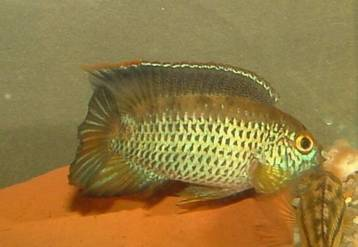
Mascle adult

Nannacara anomala és una espècie de peix de la família dels cíclids i de l'ordre dels perciformes.

## Morfologia
Els mascles poden assolir 5,6 cm de longitud total. El seu color fonamental és marró amb reflexos blaus metàl·lics. Aletes dorsal i anal ben desenvolupades i amb els extrems punxeguts (encara que la vora de l'aleta caudal és arrodonida). Segons l'estat emocional del mascle, els seus flancs presenten 2 bandes longitudinals i algunes taques transversals difuses.

## Reproducció
És una espècie monògama. Els ous, dipositats a l'interior d'una cavitat, fan la desclosa al cap de 3 dies i és la femella qui s'ocupa tota sola dels alevins (el mascle s'encarrega tan sols de defensar el seu territori). Els joves creixen ràpidament i es nodreixen de larves nauplis d'Artemia.

## Alimentació
Menja cucs, crustacis i insectes.

## Hàbitat i distribució geogràfica
És un peix d'aigua dolça, bentopelàgic i de clima tropical (entre 22 °C-25 °C de temperatura), el qual viu a Sud-amèrica: des del riu Aruka (Guaiana) fins al riu Marowijne (Surinam).

## Observacions
Aquesta espècie és un cas rar dins de la seua família car té un comportament pacífic i constitueix un peix ideal per a la reproducció en un aquari petit, ja que no excava a terra i respecta les plantes. Les seues úniques exigències en captivitat són un aquari amb aigua tova, una temperatura constant que oscil·li entre 25 i 28 °C, algunes plantes i una dieta a base de preses vives.